# Dianthus saetabensis
Dianthus saetabensis là loài thực vật có hoa thuộc họ Cẩm chướng. Loài này được Rouy mô tả khoa học đầu tiên năm 1882.